# Titularbistum Urima
Urima ist ein Titularbistum der römisch-katholischen Kirche. Es geht zurück auf ein früheres Bistum in der spätantiken römischen Provinz Syria Euphratensis, das der Kirchenprovinz Hierapolis Bambyke angehörte.
| Titularbischöfe von Urima |                           |                                                                  |                 |                   |
| Nr.                       | Name                      | Amt                                                              | von             | bis               |
| 1                         | Hanna Hebbé (Hanna Herbé) | Patriarchalvikar in Gazireh (Türkei)                             | 18. Mai 1933    | 2. November 1957  |
| 2                         | Asrate Mariam Yemmeru     | Apostolischer Exarch von Asmara (Kaiserreich Abessinien)         | 3. Februar 1958 | 9. April 1961     |
| 3                         | Johannes Höhne MSC        | Apostolischer Vikar von Rabaul (Territorium Papua und Neuguinea) | 1. März 1963    | 15. November 1966 |